# Invasión de Waikato

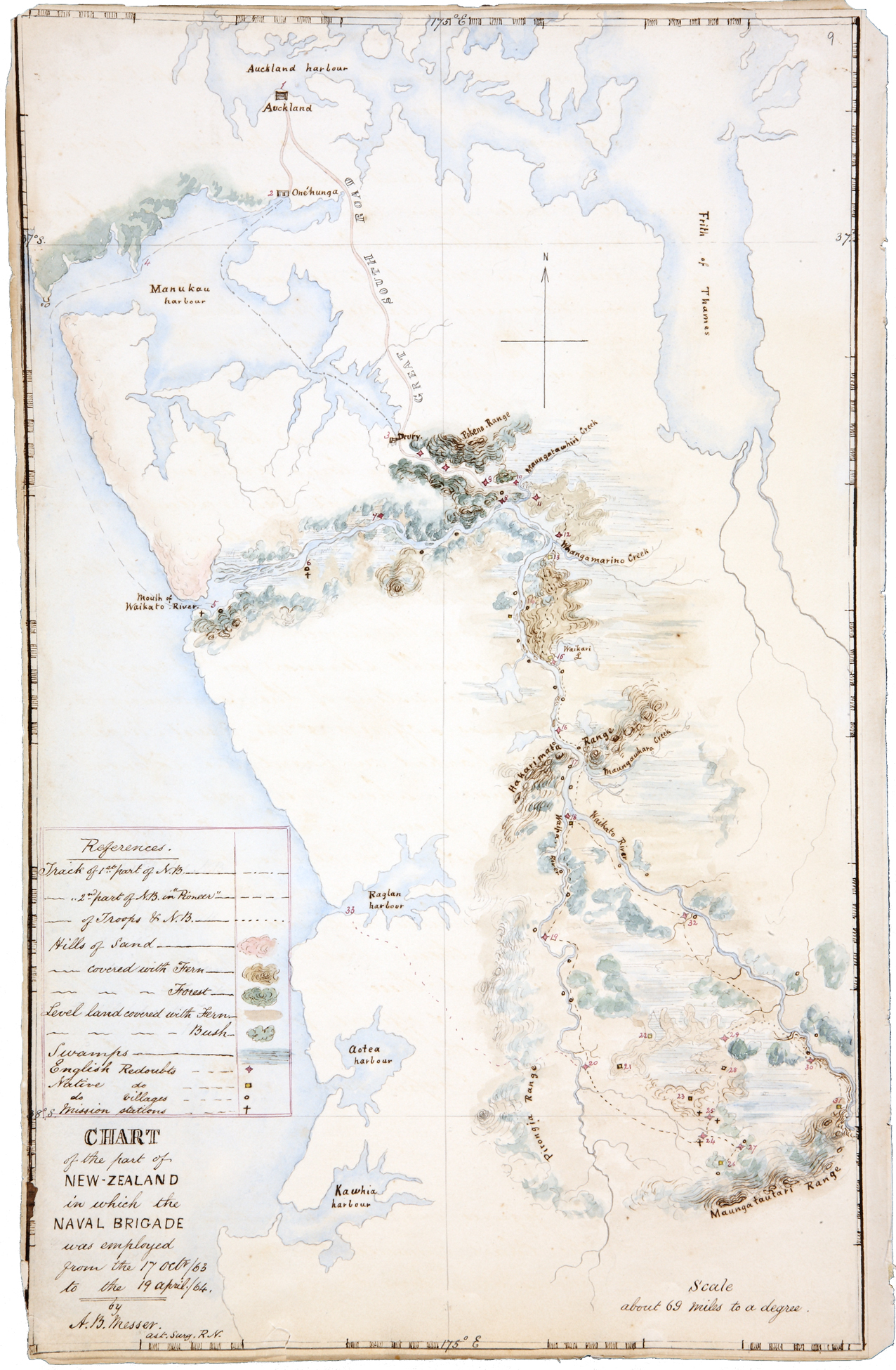
Gráfico de la revista médica y quirúrgica de AB Messer, cirujano auxiliar a bordo del HMS Curacao

La Invasión de Waikato fue una campaña durante las etapas medias de las Guerras de Nueva Zelanda, librada en Isla Norte de Nueva Zelanda a partir de julio del año 1863 hasta abril del año 1864 entre las fuerzas militares del gobierno colonial y una federación de tribus maoríes, conocido como Movimiento Kingitanga.
Iniciada por el Gobierno, en respuesta a anteriores conflictos en la región de Taranaki, terminó con la retirada de los maoríes Kingitanga hacia el interior agreste de Isla Norte y la confiscación de aproximadamente 12.000 km² de tierras maoríes. Aunque uno de los principales objetivos del gobierno se logró - la región de Waikato volvió de nuevo bajo control del Gobierno - el Movimiento King en sí, aunque derrotado en el campo de batalla, no fue vencido, pero su influencia se redujo drásticamente.
A raíz de la confiscación de sus tierras de origen alguna de las tribus del Movimiento King se quedaron con un legado de tristeza y amargura por la pérdida de su mana, que fue en parte mitigado 132 años más tarde, cuando en el año 1995 el pueblo Waikato de la confederación Tainui recibió una indemnización por valor de $ 171 millones del gobierno de Nueva Zelanda, la devolución de algunas de las tierras más valiosas y una disculpa formal de Su Majestad la Reina Isabel II.

## Secuelas de la primera guerra de Taranaki

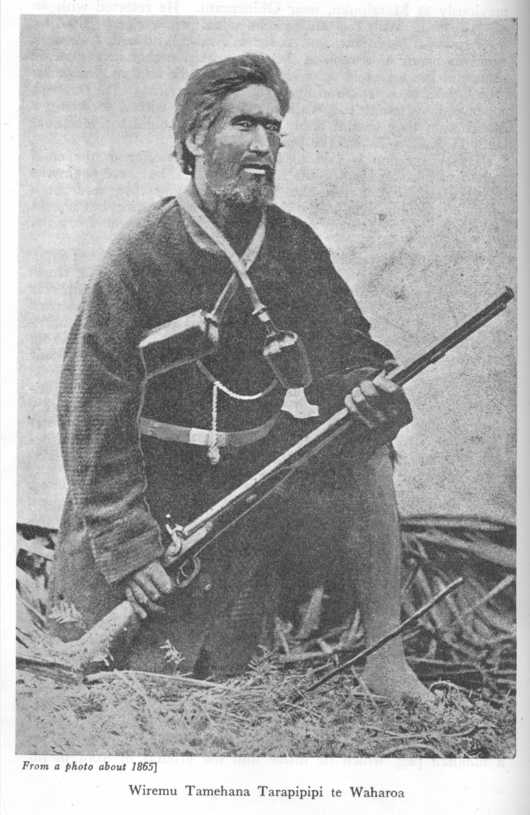
Wiremu Tamehana

La primera guerra de Taranaki terminó con una tregua organizada por Wirimu Tamihana y George Grey, junto con su aliado maorí del norte Waka Tamati Nene. Las dos partes reconocieron que habían llegado a un punto muerto. A las tropas imperiales británicas y al Gobierno Colonial se les había negado una victoria decisiva sobre los maoríes, pero el último conflicto Taranaki se había traducido en una derrota para los Ngati Toa Maniapoto. Las tribus de la región de Taranaki no habían luchado solas, sino que habían sido ayudado considerablemente, tanto en hombres como en materiales, por la región de Waikato. Este era el centro del Movimiento King, una federación laxa de iwi y hapu que se había formado para establecer un gobierno alternativo maorí, cuyo principal objetivo era impedir la venta de cualquier terreno de los maoríes por los maoríes. En el año 1860 los maoríes de Nueva Zelanda igualaban casi en tamaño la población de los colonos Pakeha y esto representaba un desafío para el estilo de vida de los maoríes. El gobierno fue advertido por los misioneros de que los jóvenes Toa de Ngati Maniapoto podrían atacar Auckland para extraer  utu, a pesar de que el Rey maorí abogaba por la defensa de la paz. Gorst, un maestro misionero, impresor y magistrado, fue atacado por Rewi Maniapoto en Te Awamutu el 25 de marzo de 1863, pero Gorst estaba ausente en ese momento. Rewi le había ordenado que se marchase, pero se negó. El creador del Movimiento King, Tamehana, sabía que Rewi planeaba matarlo si no abandonaba lo que convenció al gobernador para llamar a Gorst a Auckland. Esto lo hizo. La station (significado para rancho en América del Norte y estancia en América del Sur) Te Awamutu fue saqueada e incendiada. Todos los misioneros y agricultores que habían vivido en paz en su tierra en el Waikato por 20 años y teniendo en cuenta la enorme ayuda de los maoríes para establecimiento de plantaciones de trigo y ocho molinos de harina, fueron amenazados de muerte si no lo abandonaban.

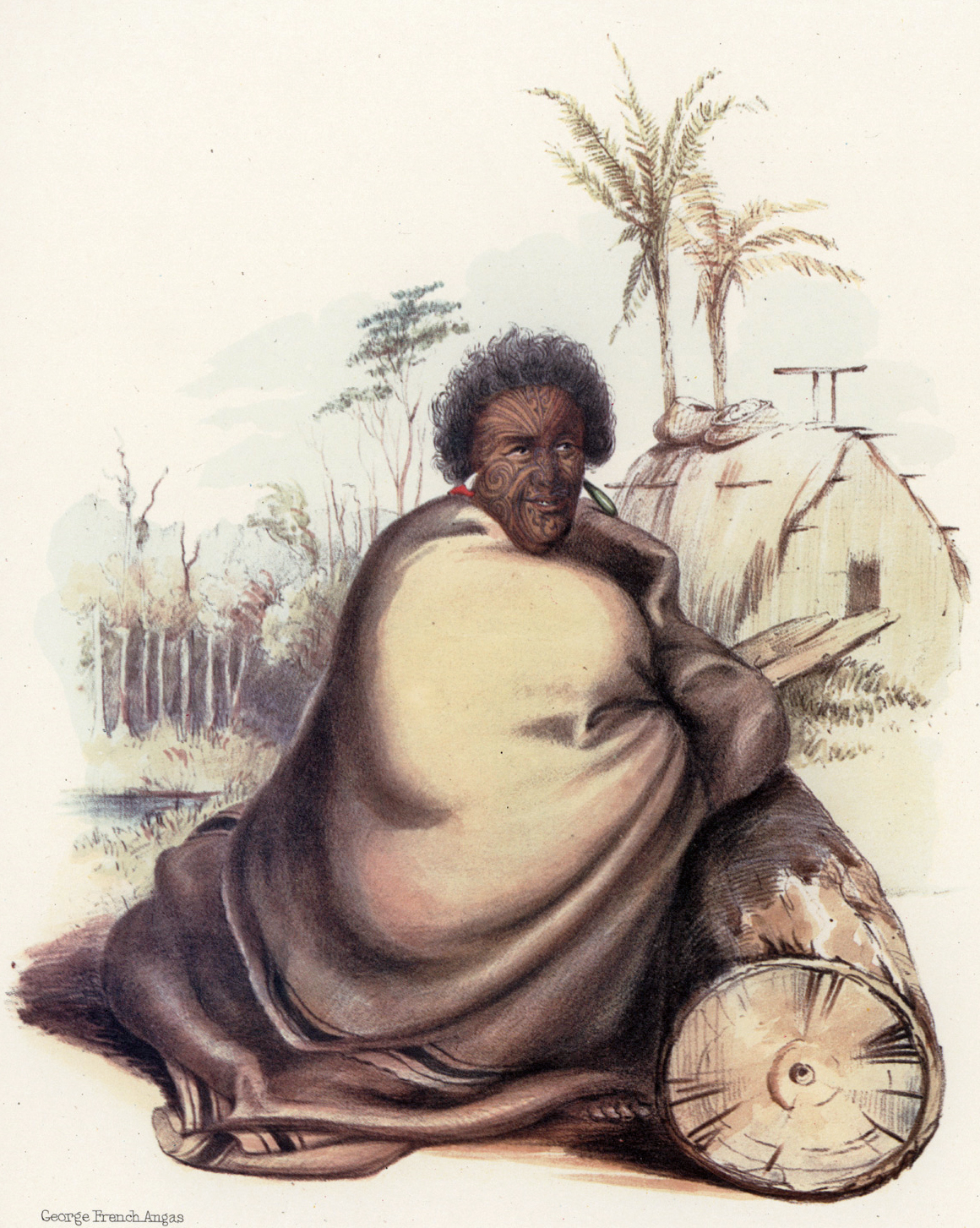
Te Wherowhero

Los colonos, por el contrario, podían establecerse en cualquier lugar de Isla Sur, que había sido comprada a los maoríes. Los maoríes en el área de Auckland había vendido libremente tierras a los colonos. En estas estaban bajo la protección de Te Wherowhero, el primer rey de los maoríes. No había un sistema jurídico en el conjunto de Nueva Zelanda, pero en la práctica era difícil de hacer cumplir la ley de Nueva Zelanda en zonas predominantemente maoríes. Dos sistemas operaban: la ley británica que se impuso en los asentamientos y la costumbre maorí en todas partes, porque los ingleses no tenían los medios para hacer cumplir la ley. Edmund Bohan registra varios incidentes donde los maoríes habían cometido delitos graves - violencia estando borrachos y el intento de violación de una niña de Pakeha - que no podían ser detenidos o eran liberados de la prisión por su tribu. Los políticos estaban igualmente satisfechos con este acuerdo y vieron que el Movimiento Rey maorí era el principal obstáculo para la paz y el progreso como una colonia unida.
La influencia en el territorio del movimiento rebelde Kingitanga comenzó inmediatamente al sur de Auckland, uno de los principales asentamientos. El gobernador Thomas Gore Browne comenzó a hacer los arreglos para la campaña de Waikato con el propósito de destruir la fortaleza Kingitanga tan pronto como la primera guerra de Taranaki hubiese terminado. Los preparativos fueron suspendidos por un tiempo cuando fue reemplazado por Sir George Grey, que regresó para un segundo mandato como Gobernador, pero se reanudaron unos meses más tarde.

## Preparativos para suprimir el Movimiento Kingitanga

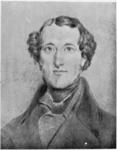
Frederick Edward Maning

La campaña de Waikato difirió de la anterior campaña de los maoríes en Taranaki en que fue planeada por el gobernador para poner fin a la amenaza planteada por el rebelde Movimiento King. Estimaron que para tener éxito se necesitaban por lo menos diez mil soldados. Fuera de Gran Bretaña y la India, el Ejército Imperial Británico ascendía alrededor de solo cuarenta mil hombres y señalando la historia de los guerreros maorí, como el robo de pólvora de su casa en la isla de Kawau, el gobernador George Grey convenció a la Oficina Colonial en Londres de que enviase una cuarta parte de ellos a Nueva Zelanda. El general sir Duncan Alexander Cameron fue nombrado para dirigir la campaña. Anteriormente, había luchado en la guerra de Crimea, que había sido un desastre logístico para el ejército británico y había desarrollado ideas muy fuertes sobre lo que se necesitaba para apoyar a un ejército en el campo. Esto iba a influir en su prudente conducta prudente de la campaña. El gobernador había recibido durante años mensajes de apoyo del iwi de Ngapuhi durante las campañas contra los rebeldes maoríes de Waikato. Se ofrecieron a abastecer miles de guerreros para apoyar al gobierno en la derrota de los rebeldes Waikato, su enemigo desde la época de las Guerras de los Mosquetes. Destacan los Pākehā maoríes, como el juez Frederick Edward Maning, quien tenía una experiencia de guerra considerable y que hablaba con fluidez el maorí, se ofreció a actuar como su líder en el enlace con el gobierno. El gobierno rechazó la oferta, pues no quería continuar con la sangría de las Guerras de los Mosquetes. Sin embargo individuos Nga Puhi se unieron a las fuerzas del gobierno.

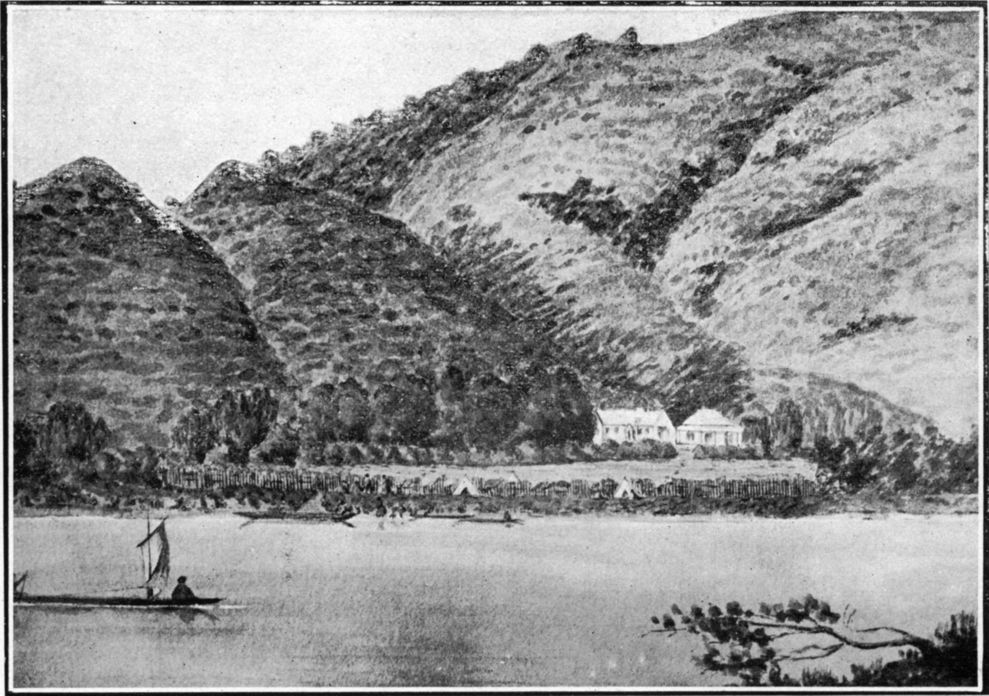
La misión del reverendo Ashwell en el río Waikato, frente a Taupiri. El campamento del gobernador Grey, en una de sus expediciones en el Waikato, se muestra en la orilla del río

El acceso a la región de Waikato fue el primer problema. La carretera al sur de Auckland se extendía solamente unos sesenta kilómetros, muy por debajo de la frontera impuesta por los rebeldes y tenía que ser ampliada al menos hasta el río Waikato. Alimentos adicionales y reservas de municiones eran necesarios para las tropas suplementarias que llegarían de Australia y Duncan Alexander Cameron y George Grey determinaron que no se moverían hasta estar preparados. 30.000 libras fueron gastadas por el gobierno de Nueva Zelanda y el diseño de barcos de guerra de poco calado fueron construidos en Sídney. Una flota HMS incluían los barcos Eclipse, Esk, Fawn, Himalaya, Miranda, Orfeo y Wasp; las cañoneras; Koheroa, Paparata, Rangiriri y varios buques de apoyo; Kate, Light of the Age, Prince Albert, Reliance, Sandfly, Sir Harry Smith, Spitfire, Star of India, Stuart, Wakool Tarawera y apoyó el esfuerzo de la guerra, ya fuera en el Río Waikato, el desembarco de tropas y suministros a Miranda en el estuario del río Thames o trayendo tropas y un flujo regular de suministros desde Australia.

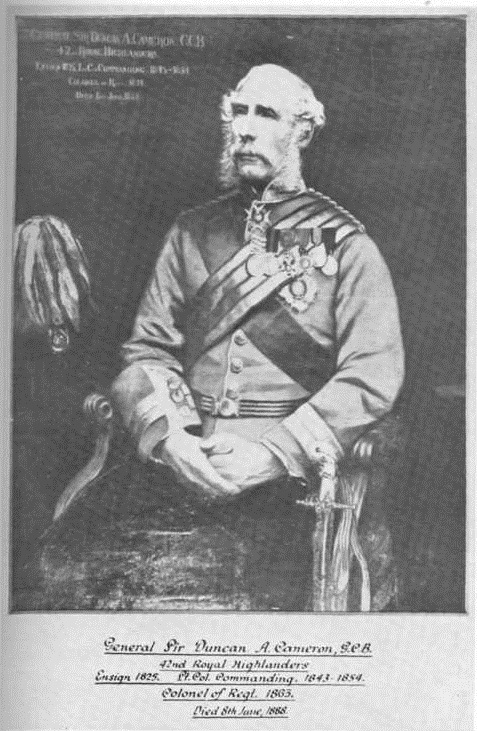
General Sir Duncan A. Cameron.jpg

Después de recibir una serie de 18 cartas con amenazas de Tamihana, el líder de Waikato que hasta entonces era considerado uno de los más pacíficos rangatira y que había negociado la tregua a finales de la Primera Guerra Taranki, el 9 de julio de 1863 el Gobernador George Grey había expulsado prácticamente toda la vida maorí del territorio controlado al sur de Auckland, después de que los maoríes de Kingitanga se negaron a prestar juramento de lealtad a la Reina británica. George Grey, que hablaba la lengua maorí y estaba muy familiarizado con la cultura, sabía que estaban siguiendo el ritual Tamihana normal de la guerra maorí dándole aviso previo de que un ataque estaba a punto de llevarse a cabo en Auckland. George Grey respondió de la misma forma, dando a los rebeldes la oportunidad de reconsiderar su actitud belicosa. Los rebeldes se les pidió deponer todas las armas de fuego, pero solo unos pocos fusiles oxidados fueron entregados. Tres días más tarde la vanguardia del ejército cruzó la frontera hacia territorio Kingite y estableció un campamento avanzado. Cameron envió una exploración con un grupo de soldados armados vestidos de civil para reconocer las posiciones de los rebeldes. El 17 de julio avanzaron a orillas del Río Waikato y 500 soldados avanzaron hasta una cresta derrotando a una fuerza de 400 maoríes dirigidos por Te Huirama de Ngati Mahutawho en Koheroa. Las fuerzas Kingitanga huyeron después de vuelta al pantano Whangamarino y regresaron a su campamento avanzado quedándose allí hasta el 31 de octubre. Treinta maoríes fueron asesinados, incluyendo Te Huirama. Un soldado murió y 11 resultaron heridos. El General Cameron era muy consciente del hecho de que él estaba operando al final de una larga línea de suministros y vulnerables, que las fuerzas de maoríes lo habían demostrado al atacar numerosos puntos a lo largo de la ruta. Cameron estableció una ruta alternativa de suministros por la parte baja del río Waikato. Un depósito de suministros fue construido en Camerontown cerca de un antiguo pā maorí. Fue defendido por cuatro europeos y veinte Whauroa Ngati. Un centenar de Ngati Maniapoto lanzaron un ataque sorpresa el 7 de septiembre y mataron a cinco de ellos, incluyendo todos los británicos mientras se encontraban en una canoa. Los defensores Ngati Whauroa se marcharon inmediatamente. Tres semanas después este pequeño grupo se acercó a los Kingities con su jefe Hona. Se ha sugerido que los Whauroa Ngati estaban jugando un doble juego y que habían dado información a los Ngati Maniapoto antes del ataque. Cuarenta toneladas de carne de caballo, salvado y el maíz fueron quemados, pero esto tuvo poco efecto en la campaña. Un grupo de rescate de cincuenta soldados fueron emboscados cuando se acercaban a la escena. Ambos oficiales fueron fusilados, uno fatalmente, y los suboficiales recuperaron a los heridos tras oponer una valiente defensa en el monte contra un enemigo que les doblaba en número. Dos Cruces de la Victoria y cinco Medallas de Conducta Distinguida se otorgaron más tarde, véase Camerontown.
El 12 de septiembre un taua (grupo de guerra) de 200 guerreros Toa partió de Meremere dirigido por el tohunga, y gran jefe de Isla Whenua Hou, Hopa te Rangianini, en varias waka (canoas). El taua estaba compuesto principalmente por hombres de Ngati Maniapoto, unos pocos de Pou Ngati y otros pocos de North Waikato. Viajaron por el río Waikato, cruzaron la frontera y atacaron en el flujo del Río Mangatawhiri el reducto Alexandra en Tuakau, tres km al norte de la frontera de Waikato Kingitanga. Después del fallido ataque, se escondieron entre la maleza de las colinas al norte de Pokeno, solo para salir y asesinar a colonos desarmados en Ramarama. Las fuerzas de los maoríes mataron quince colonos en Ramarama, Pukekohe, TeIaroa, Papakura, Wairoa Te y Mangemangeroa, aunque otras fuentes estiman en veintidós las personas que murieron

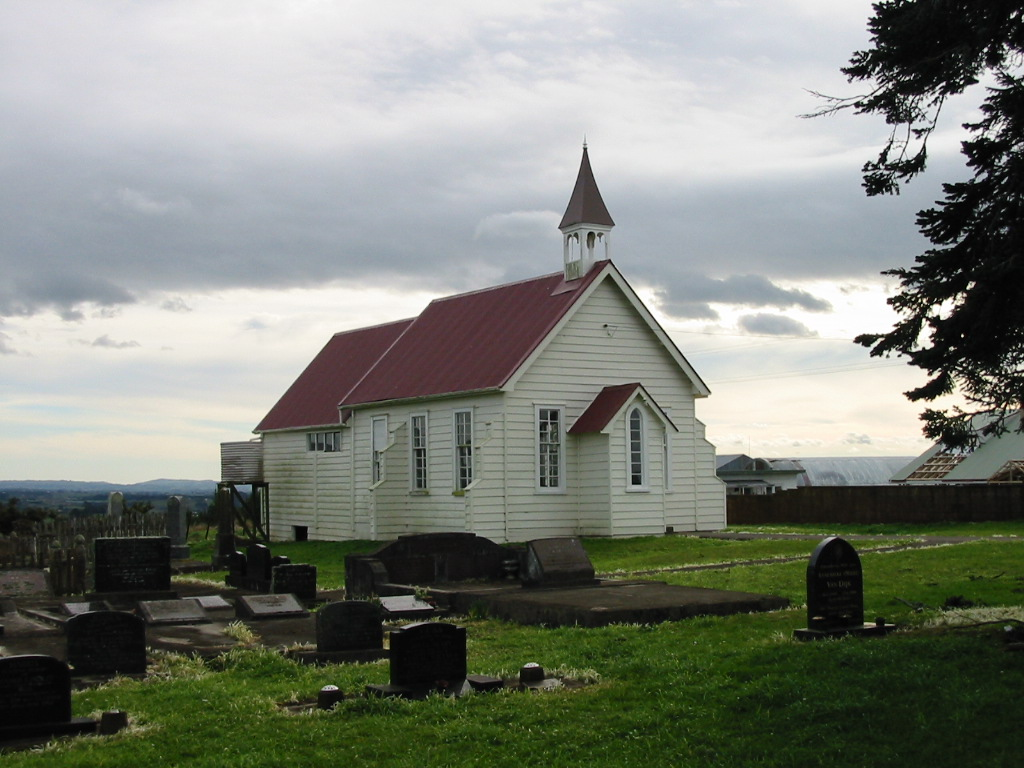
Iglesia al este de Pukekohe

Los colonos en Pukekohe, por otro lado, se habían enterado de los ataques de los maoríes y comenzaron a fortificar la iglesia con una empalizada de 1,3 metros de alto hecha de gruesos troncos horizontales rodeada de un foso de 900 mm y de 1,8 metros de ancho. Las defensas fueron solo parcialmente completadas cuando el taua fue descubierto a 90 metros de distancia. El sargento Perry y veinte colonos se retiraron a la iglesia para prepararse para la batalla. Esta terminó con una severa derrota de los invasores maoríes, de los que 40 murieron y dos fueron hechos prisioneros, sin bajas entre los colonos. Una triste realidad de la guerra fue que los dos maoríes capturados eran conocidos por los colonos como vendedores de melocotones y cerdos.
Mientras tanto el ejército estaba construyendo una cadena de al menos veinte puntos fuertes y reductos a lo largo de la ruta de suministros, con la dotación de estas mini-fortalezas y la protección de las líneas de suministro absorbiendo completamente al menos 2.000 efectivos de las tropas de Duncan Alexander Cameron. El otro resultado de esta demora fue un desajuste muy grave en la relación entre el gobierno colonial, que exigía una rápida victoria, y las tropas imperiales británicas que estaban luchando en su nombre. Las relaciones entre el gobernador George Grey y Duncan Alexander Cameron se agriaron porque Grey sentía que el retraso no era necesario, mientras que Cameron se oponía a cualquier interferencia política en los asuntos militares, así como al uso de las tropas británicas para adquirir tierras maoríes para el gobierno colonial que luego serían vendidas. Cameron especial consideró que la expulsión de los maoríes por parte de Grey de los maoríes en el territorio ocupado al sur de Auckland era a la vez innecesaria y vengativa y que contribuyó a que numerosos reclutas furiosos se uniesen al enemigo.

## Atacando la Línea Meremere

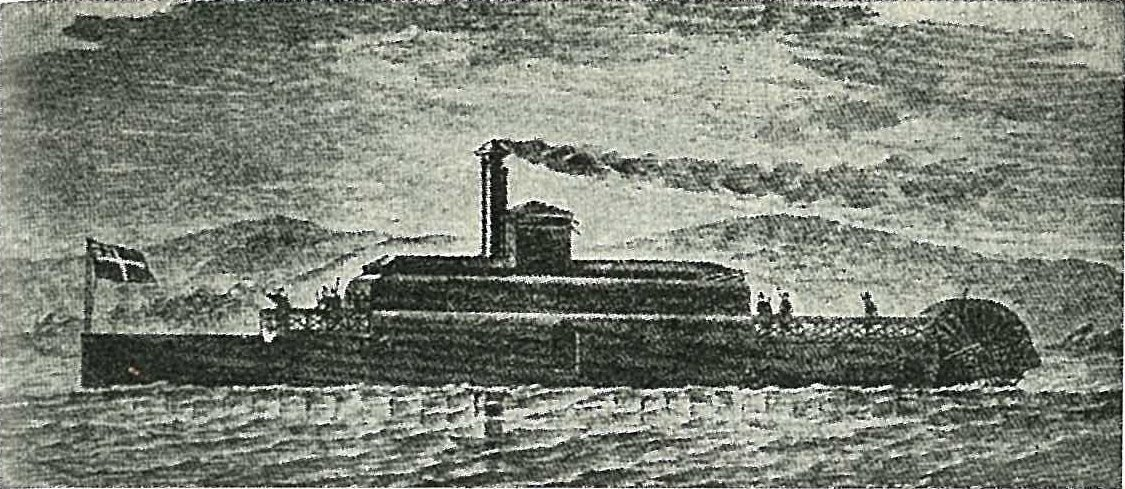
La cañonera de río Rangiriri, 1864–70

El siguiente ataque en Waikato comenzó el 31 de octubre por el agua. Duncan Alexander Cameron tuvo dos vapores blindados, el Avon y la Pioneer, así como cuatro barcazas blindadas en el río Waikato, que entre todos ellos podían transportar 600 hombres. Los maoríes habían establecido una línea defensiva muy fuerte en Meremere, lo que bloqueaba efectivamente cualquier avance al sur de la posición británica. Los británicos ocuparon una posición sobre un espolón, justo debajo de un viejo pā llamado Te Teoteo. Allí se construyó el Reducto Pickard. El 29 de octubre dos cañones Armstrong de 40 libras (18 kilos) fueron descargados de la Pioneer y colocados justo debajo del reducto. Desde una distancia de 2 km bombardearon después las fortificaciones de Meremere que estaban situadas en una pequeña colina en el lado sur de la ciénaga del río Whangamarino. Por entonces los británicos estaban en una posición para rodear Meremere utilizando el transporte de agua. Se hicieron dos viajes y 1.200 hombres fueron desembarcados con éxito en Takapau, donde podrían atacar por la retaguardia.
Los maoríes disponían de cañones y los utilizaron para tratar de detener los barcos de vapor pero, sin balas de cañón, se vieron obligados a utilizar rocas, los pesos de tenderos y el hierro viejo que resultaban ineficaces contra los vapores ingleses.
Reconociendo que ahora estaban en peligro de ser rodeados, los maoríes abandonaron la fortificación Meremere el 1 de noviembre y se retiraron hacia el sur. Los británicos ocuparon la posición y construyeron un reducto, que aún hoy es visible, en la loma.

## Rangiriri
El trabajo había comenzado ya en otra línea defensiva a corta distancia, hacia el sur, en Rangiriri. Sin embargo los maoríes dirigidos por Te Wharepu habían gastado un enorme esfuerzo en la línea de Meremere y sus recursos estaban cada vez más estirados. Por otra parte estaba cerca la temporada de siembra y los guerreros necesitaban para volver a sus casas para plantar los cultivos. Todavía fueron capaces de reunir alrededor de 500 hombres en contra de una fuerza de ataque de alrededor de 860 hombres, pero la moral era baja debido a los compromisos previos que no habían tenido éxito. Su moral se debilitó aún más por la visita de King Tawhaio y Tamihana Wirimu en el inicio de la batalla que trataron de convencerles para que abandonaran. De acuerdo con el Rey se dirigió a los Toa una docena de veces pero sin éxito. Tawhaio era un pacifista y trató de convencer al taua para que desistiese. Él tenía una buena comprensión del poder británico porque había vivido con el gobernador George Grey en la isla de Kawau, a la que cuando era un adolescente había huido buscando refugio después de robar el dinero de su padre, Te Wherowhero. Abandonó los combates escapando solo con algunas lesiones.
El general Duncan Alexander Cameron lanzó su ataque el 20 de noviembre. Su estrategia era la misma que en Meremere: algunos de sus hombres fueron transportados por el río en seis embarcaciones blindadas, al sur de la posición defensiva de los maoríes, mientras que el resto atacaron desde el norte. Esta vez los maoríes se mantuvieron y lucharon. Partes de la línea fueron invadidos rápidamente, pero el reducto central resultó ser engañosamente fuerte y fácilmente repelido después varios intentos por capturarlo, causando enormes bajas entre los atacantes. Según el The New Zealand Herald de la época, las bajas de los británicos ascendieron a 39 muertos y 93 heridos durante los combates de ese día. A la mañana siguiente el jefe de Kawhia Wirumu, Te Kumete, izó una bandera blanca y poco después el teniente Penefather entró en el reducto y demandó sus armas y que se rindieran. Hubo cierta confusión en este punto ya que las dos culturas asignan un significado diferente a la bandera blanca; los ingleses lo interpretaron como una señal de rendición. Sin embargo, los maoríes creían que significaba una señal para la negociación de una tregua.
La naturaleza de esta "rendición" está abierta a debate ya que los maoríes no estaban escasos de municiones. Fueron, sin embargo, casi completamente rodeados - la única vía de escape hacia el este se encontraba bajo observación por baterías de artillería, por lo que era posible utilizarla solo durante la noche. También los defensores habían sufrido un gran bombardeo de artillería con modernos proyectiles de alto poder explosivo de los cañones Armstrong. Cerca del 65% de los defensores escapó durante la noche a través del lago y de los pantanos, donde estaban escondidas las wakas (canoas). Quedó claro después que no habían tenido la intención de una rendición incondicional, pero tenían interés en saber qué términos les ofrecían los británicos si se entregaban. Pero cuando los soldados británicos vieron bandera blanca un numerosos grupo de ellos entró en el reducto, se estrecharon la mano con los maoríes y se mezclaron de forma amistosa. Fue solo cuando llegó Cameron veinte minutos después que exigió que los maoríes entregasen sus armas y se rindieran.
Se encontraron los cadáveres de cuarenta y un rebeldes maoríes, aunque otros podrían haber muerto en el pantano, casi las mismas pérdidas británicas. Sin embargo 183 rebeldes maoríes fueron hechos prisioneros y esto hizo que se provocasen graves daños en las ya insuficientes fuerzas de los maoríes. La mayoría de los maoríes capturados escaparon posteriormente de la isla de Kawau y regresaron a Waikato, pero para entonces la guerra hacía tiempo que había finalizado.
Los rebeldes maoríes Waikato, que habían dejado de luchar por su propia cuenta en Maniapoto, se retiraron al sur, abandonando sus tierras ancestrales a las fuerzas británicas. El 8 de diciembre las fuerzas británicas ocuparon Ngaruawahia, que había sido el centro principal para el Movimiento King. Heraldos bajo una bandera de tregua fueron enviados para pedir a los rebeldes que depusieran las armas. Los rebeldes estaban irritados por esto ya que más tarde dichas exigencias repercutirían negativamente en su mana. Los rebeldes dispararon más adelante contra la bandera de tregua y lanzaron disparos y tomahawks contra los mensajeros, de acuerdo con Thos Wayth Gudgeon Gudgeon en Defenders of New Zealand (Defensores de Nueva Zelanda) 1887.

## La Línea Paterangi
Los maoríes podrían haber aceptado la paz en esta etapa, pero el gobierno colonial seguía exigiendo la rendición de los rebeldes con sus armas y su aceptación de la reina como jefe de Estado.
La construcción de una nueva línea de defensa, incluso más formidable, se inició en Paterangi,  unos treinta kilómetros al sur de Ngaruawahia. A finales de enero del año 1864 era al menos tan fuerte como la línea de Meremere. Sin embargo Cameron y su ejército omitieron la fortificación y avanzadas en Rangiawahia, un importante centro de población pero, era más importante, el centro de abastecimiento de la línea de Paterangi. Las tropas fueron dirigidas por dos Maoriknown cristianos locales hasta el dinámico misionero Gorst, que los guio en la noche por un sendero solo conocido por los lugareños. Cameron fue probablemente la esperanza de que los maoríes se comprometerían a la defensa de Rangiawahia lo que le otorgaría la decisiva batalla campal que estaba buscando, ya que él sabía que los británicos iban a ganar de manera decisiva. Las tropas británicas sorprendieron a los defensores, algunos de los cuales se escondían bajo una Wharenui (casa grande) que se dice que habían utilizado como iglesia. Posiciones de fuego había sido previamente preparadas. Los defensores abrieron fuego desde las lagunas de la whare. Como se había visto entrar mujeres en el edificio fueron llamados a rendirse, pero se negaron. Las tropas británicas abrieron fuego y el edificio se incendió rápidamente, con la mayoría de los defensores muriendo entre las llamas.
La ocupación de Rangiaowahia puso a los británicos bajo el control de la fortaleza Kingitanga y el territorio más importante en la producción de alimentos y el hecho de la redundancia de la Línea Paterangi. Los británicos comenzaron a avanzar en las fortificaciones y una vez más los maoríes comenzaron a evacuar. Para retrasar el avance británico 600 maoríes lanzaron una línea de defensa, de norte a sur, en la cordillera Hairini utilizando una antigua trinchera - que se profundizó poniendo un parapeto que lo defendía contra un ataque británico. Este ataque se llevó a cabo principalmente por las fuerzas de Nueva Zelanda en lugar de las fuerzas británicas y es el primer caso registrado con la infantería avanzando para atacar al mismo tiempo que su propia artillería disparaba sobre sus cabezas. La milicia de Nueva Zelanda y los Rangers Forestales de Tempsky dirigieron el ataque y pusieron en fuga a algunos tiradores a unos 300 metros delante de la línea de la trinchera principal. Las modernas armas Armstrong eran muy precisas y se vertieron explosiones en el aire sobre las trincheras maoríes de Nueva Zelanda que permitieron a los soldados, armados con revólveres, llegar a las trincheras con solo dos muertos. Una vez que los maoríes huyeron y fueron perseguidos por la caballería de Nueva Zelanda y disparando contra ellos desde un huerto por los guardabosques. Las pérdidas de los maoríes fueron de 20 muertos. La mayor parte de las fuerzas de los maoríes huyeron a través de la ciénaga, donde la caballería no podía aventurarse.
Sin embargo, a las fuerzas británicas y de Nueva Zelanda, se les siguió negando una batalla decisiva, y los maoríes Kingitanga rebelados continuaron resistiendo. Los británicos no tardaron en conseguirlo en Orakau, que fue la peor derrota de las fuerzas Kingitanga hasta la fecha.

## La Batalla de Orakau (Última posición de Rewi)
Los maoríes Waikato no luchaban solos. De las 27 tribus en Isla Norte, 15 habían enviado grupos de guerreros para ayudar en la lucha. A medida que se retiraban de Paterangi uno de los jefes de Waikato, Rewi Maniapoto, se encontró con un grupo de Ngāti Kahungunu y Tuhoe, con cerca de 170 hombres, que habían recorrido un largo camino para unirse a la guerra, todo el camino desdeCabo del Este y Te Urewera. Le dijeron a Rewi, con mucha fuerza, que no habían llevado toda sus armas desde la distancia, simplemente para volverse a casa sin luchar. Después de haber experimentado repetidas derrotas a manos de los británicos, y de estar muy corto en munición, Rewi era muy reacio a luchar desde una posición pequeña, tan mal situados y sin suministro de agua. Rewi decidió que para mantener intacta su mana debería tener su batalla.
Orakau fue elegida como el sitio de la batalla, una pequeña colina, rodeada por tierras del país. Fue una pésima elección, ya que infringía todas las reglas de los maoríes que siempre observaban en la construcción de una fortificación o pā (ver Nuevas Guerras de Nueva Zelanda). En primer lugar no disponían suministro interno de agua y, en segundo lugar, sería relativamente fácilmente de rodear, con el único medio de escapar a través de un valle pantanoso de Southand que se pasaba desde lo alto de una colina cercana. 50 mujeres y algunos niños se encontraban en el reducto.
Comenzando el 28 de marzo de 1864, con dos días de dura excavación, habían producido un reducto defendible. Un sitio de tres días comenzó a principios del 31 de marzo, con un ataque británico en primer lugar. Después de un reconocimiento Cameron decidió tomar el pā minándolo. Una zanja en zigzag fue construida hacia el pā. Un grupo numeroso, de alrededor de 300 Toa llegaron, pero se quedaron en el monte haciendo haka para alentar a los defensores, pero no intentaron atacar a los soldados de Nueva Zelanda. Ellos fueron bombardeados con artillería Armstrong muy precisa. Los búnkeres del pā fueron inicialmente lo suficientemente profundos y lo suficientemente fuertes como para neutralizar la artillería.
Los maoríes se quedaron sin agua y estaban escasos de municiones. Los británicos se retiraron y a las 13:00 Gilbert Mair, que hablaba con fluidez el maorí, invitó a los maoríes a rendirse. El Jefe de Hauraki Tanganui respondió, diciendo que estaban decididos a luchar hasta el último hombre, mujer y niño, a pesar de que las 15:30 horas de ese mismo día huyeron. Los Rangers Forestales se arrastraron hasta cerca del pā, mientras que los soldados británicos cavaban una zanja hacia el pā. Una gran cantidad de granadas de mano fueron adquiridas, y éstas fueron arrojadas a las zanjas de los maoríes. De repente, en la tarde del tercer día, el efecto de la artillería que disparaba desde Armstrong a tan solo 20 metros -quemarropa- destruyó una de las esquinas del pā y la iwi en la zona entró en pánico y huyeron. A las 15:30 horas cerca de 200 maoríes rebeldes surgieron en un apretado grupo y, tomando por sorpresa a las tropas, rompieron el cordón de seguridad que les rodeaba y escaparon en pequeños grupos a través del valle pantanoso del bosque. Hubo un asalto final al pā, y los restantes 50 defensores fueron asesinados, entre ellos una mujer. Durante la batalla las fuerzas del gobierno dispararon 40.000 cartuchos de munición. 160 rebeldes maoríes fueron asesinados o murieron de las heridas, mientras que las fuerzas de Nueva Zelanda tuvieron 17 muertos y 51 heridos. Muchos de los Rangers Forestales estaban armados con revólveres y cuchillos Bowie. La mayoría de los que murieron fueron asesinados mientras huían hacia el sur. Se estima que aproximadamente la mitad fueron heridos. Fueron perseguidos por la caballería hasta el río Punui. Batalla  En la década de 1980 el pantano del valle, 600 metros al oeste de Tiki Road, fue drenado por un productor de leche, el señor Shakespeare, y se descubrió un conjunto de tomahawks que habían sido tirados durante la retirada maorí. Estos se exhiben en el museo Te Awamutu. Esto terminó con la victoria de Cameron sobre los rebeldes Kingitanga en Waikato. Fue propuesto para recibir una Cruz de la Victoria, debido a su exitosa campaña. Dos años más tarde renunció a su cargo en Nueva Zelanda, después de la exitosa conclusión de la Segunda Guerra Taranaki). Cameron estaba harto de las continuas disputas con Grey sobre la realización de las campañas. Por su parte Grey estaba muy enfermo, de mal humor y sufriendo una depresión severa.
Los maoríes establecieron una nueva línea defensiva más lejos, a unos 20 kilómetros al sur del avance británico en Maungatautari y anunciaron que iba a ser defendida vigorosamente. Sin embargo, cuando las fuerzas de Nueva Zelanda investigaron desde su puesto en Pukemiro encontraron la posición desierta.  Además, se encontraron con las perspectivas de un conflicto grave en otras áreas de la Isla Norte (ver Campaña Tauranga y en la Segunda Guerra Taranaki). La guerra en Waikato había terminado el 5 de abril, así como sus consecuencias que se estaban extendiendo al resto de la isla.
La cuarta línea defensiva de Waikato, el río Punui, se convirtió en la nueva frontera del territorio del Movimiento King. A pesar de la paz tres colonos fueron asesinados después del fin de las hostilidades. El primero fue el inspector Todd, asesinado en el monte Pirongia en el año1870. El segundo fue el Sr. Lyon, víctima de los tomahawk en una granja en el Orakau en el lado del Gobierno del río Puniu. La tercera fue la decapitación de labrador Timothy O'Sullivan cerca de Roto-o-Rangi el 25 de abril de 1873 por Hau Hau. El asesino era Purukutu, que segó el corazón de O'Sullivan y le cortó la cabeza con la intención de dársela a una de las esposas del rey maorí, pero ella no se impresionó. Esta zona no se integró plenamente con el resto de Nueva Zelanda hasta el año 1885, cuando hubo una división entre el rey y sus huestes Maniapoto sobre el tema de la venta de tierras. El área aún es conocida como King Country.

## Lecturas recomendadas
- Belich, James (1988).  The New Zealand wars. Penguin.
- Belich, James (1996) Making peoples. Penguin Press.
- Cowan, J., & Hasselberg, P. D. (1983) The New Zealand wars. New Zealand Government Printer. (Originally published 1922)
- Gorst, J. E. 'The Maori King", 1865, NZETC.org
- Maxwell, Peter (2000). Frontier, the battle for the North Island of New Zealand. Celebrity Books.
- Simpson, Tony (1979). Te Riri Pākehā. Hodder and Stoughton.
- Sinclair, Keith (ed.) (1996). The Oxford illustrated history of New Zealand (2nd ed.) Wellington: Oxford University Press.
- Stowers, Richard (1996). Forest rangers. Richard Stowers.
- Vaggioli, Dom Felici (2000). History of New Zealand and its inhabitants, Trans. J. Crockett. Dunedin: University of Otago Press. Original Italian publication, 1896.
- "The people of many peaks: The Māori biographies". (1990). From The dictionary of New Zealand biographies, Vol. 1,  1769-1869. Bridget Williams Books and Department of Internal Affairs, New Zealand.
- NZ Herald, Nov 13,1863
- Dr Neville Ritchie(2001).The Waikato War 1863-64.ISBN 0-478-22051-0.Crown copyright.
- The Waikato War of 1863-64, "A guide to the main events and sites", Richie
- "Taranaki and Waikato wars", New Zealand History Online
- Bohan, Edmund. Climates of War. Hazard Press. 2005
- Nicholson, John. White Chief, the story of a Pakeha Maori. Penguin. 2006